# Estação El Valle
A Estação El Valle é uma das estações do Metrô de Caracas, situada no município de Libertador, entre a Estação La Bandera e a Estação Los Jardines. Administrada pela C. A. Metro de Caracas, faz parte da Linha 3.
Foi inaugurada em 18 de dezembro de 1994. Localiza-se no cruzamento da Avenida Intercomunal del Valle com a Rua Miranda. Atende a paróquia de El Valle.